# Liga Deportiva Paranaense
La Liga Deportiva Paranaense es una de las nueve ligas de fútbol regionales de Alto Paraná, que conforman la Federación de Fútbol del Décimo Departamento Alto Paraná, afiliada esta a la Unión del Fútbol del Interior. Su selección de fútbol es tetracampeona y varias veces subcampeona del Campeonato Nacional de Interligas.
Organiza el campeonato más antiguo del departamento, y es una de las ligas de mayor renombre a nivel nacional. Sus equipos participantes proceden de los municipios de Ciudad del este y hasta el 2015 de Minga Guazú.
El último campeón de la liga es el club RI 3 Corrales 
En el 2012 se convirtió en la primera liga del interior en contar simultáneamente con cuatro equipos en las tres divisiones superiores del fútbol paraguayo, es decir, más allá de su liga de origen. El club Cerro Porteño de Presidente Franco en la Primera División, los clubes 3 de febrero y Paranaense FC de Ciudad del Este en la Segunda División y el Deportivo Sol del Este también de Ciudad del Este en la Tercera División.

## Historia

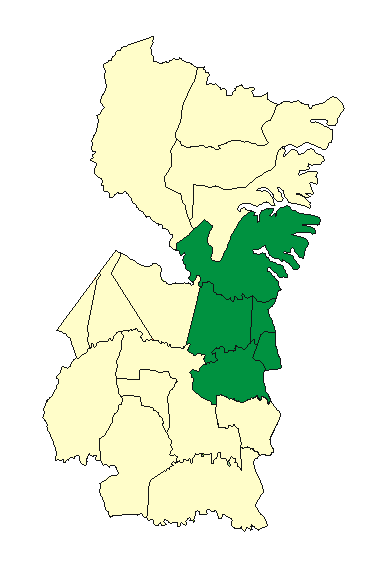
Mapa de Alto Paraná. En verde distritos que formaban parte de la Liga desde 1964 a 1980

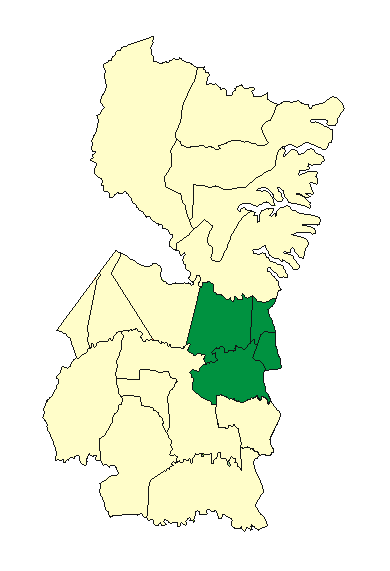
Mapa de Alto Paraná. En verde distritos que formaban parte de la Liga hasta 2015

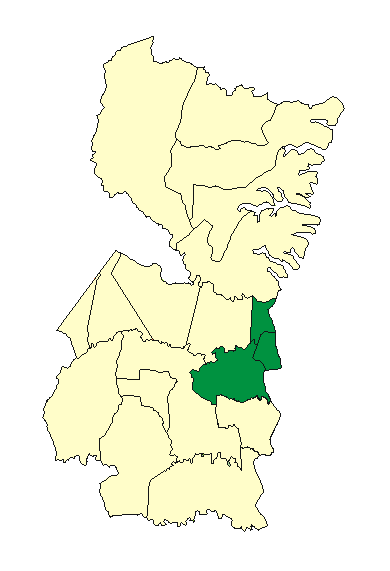
Mapa de Alto Paraná. En verde distritos que forman parte de la Liga al año 2016

La Liga Deportiva Paranaense fue fundada el 6 de septiembre de 1964 en la ciudad de Presidente Franco, la entidad funcionó en sus primeros años en esa ciudad, hasta que en el año 1972 se trasladó a Ciudad del Este. Los primeros clubes que conformaron la Liga fueron Nanawa, Atlético Stroessner, Tupí Guaraní, Primero de Mayo, Nacional y Hernandarias. Más tarde se sumaron los clubes Flor de Lis, Cerro Corá de Santa Fe, Cerro Porteño de Presidente Franco, Minga Guazú, Ciudad Nueva, Corrales y Deportivo Forestal.
El primer campeonato de la Liga se realizó en 1966 y los equipos más ganadores del certamen son Nacional (primer campeón de la Liga), 3 de febrero, R.I. 3 Corrales  y Minga Guazú; todos con 6 títulos.
La Liga Deportiva Paranaense se afilió a la Unión del Fútbol del Interior en el año 1967 y desde ese año compite con su selección del Campeonato Nacional de Interligas. Obtuvo el título de dicho torneo en cuatro ocasiones, en los años 1976, 1988, 1996 y 2011/2012. En sus inicios dependía de la Sexta Región Deportiva con sede en Itacurubí de la Cordillera, hasta que se creó la Undécima Región Deportiva.
Desde su creación en 1964 en la liga participaban clubes de cinco ciudades las cuales eran Ciudad del Este, Hernandarias, Los Cedrales, Minga Guazú y Presidente Franco. Al principio de la década de 1980 los clubes de Hernandarias son los primeros en abandonar la liga, al conformar su propia liga.
El 10 de octubre de 2010 el club Deportivo Acosta Ñu se consagró campeón por primera vez en su historia, de la Liga venciendo en la final al Club Deportivo Sol del Este.
En el año 2014 se crea la Liga Minguera de Fútbol en Minga Guazú, con lo que hasta el año 2015, equipos de esa ciudad formaron parte de la Liga Deportiva Paranaense, entre ellos el Club Deportivo Minga Guazú uno de los equipos más ganadores de la Liga y que ha formado parte de ella por 47 años. Con esta segunda escisión la Liga Deportiva Paranaense lo conforman clubes de tres ciudades que son Ciudad del Este, Los Cedrales y Presidente Franco. Actualmente solo hay equipos de Ciudad del Este ya que los equipos de Presidente franco juegan en la Liga franqueña de Fútbol.
En los años 2011, 2012, 2013, 2014, 2015 y 2016 tuvo como ganador al R.I. 3 Corrales, obteniendo su séptimo título de la Liga.
En ese año 2015 el club R.I. 3 Corrales se consagró inicialmente campeón al finalizar el cuadrangular final. Pero luego el club 13 de junio protestó contra el club Primero de Mayo por el partido que habían empatado en la última fecha del cuadrangular. Al serle favorable la protesta y adjudicándosele los 3 puntos de ese partido, se debió disputar un partido extra ya que el club 13 de Junio había alcanzado los mismos puntos que el club R.I. 3 Corrales. Finalmente el R.I. 3 Corrales ratificó la consquita del título al ganar el partido extra por 3 a 1.
En el año 2015 los clubes de la ciudad de Presidente Franco conforman su propia liga, pese a ello siguieron participando del campeonato de la Liga Deportiva Paranaense en el año 2016.
En el año 2017 el club 13 de Junio se consagró campeón por primera vez en la Liga.

### Los clubes de la liga en las divisiones de la APF.
Ha habido clubes de la liga que accedieron a las divisiones de la Asociación Paraguaya de Fútbol. El Club Atlético 3 de febrero de Ciudad del Este en el año 2000 conquistó la Copa de Campeones de la UFI, así llegó a la División Intermedia, segunda categoría del fútbol paraguayo. En su cuarta participación en la División Intermedia se consagró campeón en el 2004, para ascender a la Primera División de Fútbol profesional, siendo el primer representante de esta liga y del Alto Paraná en lograrlo. Se mantuvo en esa categoría principal hasta el 2011, año en que descendió a la División Intermedia. En el año 2013 se coronó de nuevo campeón de la División Intermedia y ascendió una vez más a la Primera División aunque volvió a descender en la siguiente temporada. Militó en la División Intermedia hasta la temporada 2017 en la que se consagró una vez más campeón y actualmente milita en la Primera División.  
El club Cerro Porteño PF militó en la División Intermedia, por primera vez en el año 1998, participó en esa categoría hasta el año 2001, temporada en la que perdió la categoría. Pero al año siguiente se coronó campeón de la Copa de Campeones de la UFI con lo que consiguió de nuevo el ascenso a la División Intermedia. Se mantuvo en esa categoría hasta el año 2011 en la que se consagró campeón y obtuvo su ascenso a la Primera División para participar por primera vez en su historia de la máxima categoría del fútbol paraguayo. Se mantuvo en esa división por dos temporadas hasta que descendió en el 2013. En su vuelta a la División Intermedia en el 2014 volvió a perder la categoría y desde la temporada 2015 participa en la Primera División B Nacional.
Desde la temporada 2011, el club Sol del Este participa en el campeonato de Tercera División o Nacional B; pero, hasta tanto logre un ascenso a la Segunda División, puede seguir compitiendo en esta liga.
A inicios del 2012 la selección de la Liga Paranaense se consagró como ganadora del Campeonato Nacional de Interligas, lo cual le dio el derecho a militar desde ese año en la División Intermedia, pero en calidad de club por ello cambió su denominación y se fundó como Paranaense Fútbol Club, como una alianza entre todos sus clubes, salvo los que están en las divisiones superiores. Se mantuvo en la División Intermedia hasta el año 2014. En el 2015 participó de la Primera División Nacional B.

## Formato de la competición
El certamen es realizado anualmente y se constituye en dos principales fases, la inicial y final. 
En la fase inicial, los equipos son ordenados en dos grupos (Serie A y B), con ocho equipos en cada grupo, en la que se enfrentan todos contra todos en cada serie; con dos rondas de ida y vuelta. Los equipos disputan los partidos en sus canchas locales y de visitante. En caso de que el campo de juego no esté apto para un partido, el encuentro se realiza en canchas neutrales. 
Los cuatro primeros equipos de cada serie con los mejores resultados avanzan a la fase final del campeonato, en el cual se distribuyen en los cuartos de final. Los partidos son disputados de ida y vuelta, local y visitante (cabe destacar que el equipo con mejor campaña en la fase inicial juega de local en el partido de vuelta). En caso de empate de resultado en los dos primeros encuentros, la diferencia de goles y el tiempo extra son inexistentes en este torneo, por lo que se llega a un tercer juego de desempate en cancha neutral; al persistir el empate el duelo se define por penales. El mismo sistema es utilizado para los partidos de semifinal y la final.

## Equipos participantes
A lo largo de su historia numerosos equipos participaron en esta liga, pero conforme transcurría el tiempo algunos de estos no pudieron sostenerse económicamente o completar los equipos necesarios en las diversas categorías, por lo que fueron finalmente desafiliados. Otros equipos se separaron de esta para formar nuevas ligas, como es el caso de los de la ciudad de Hernandarias y Minga Guazú, los clubes de este último hasta el año 2015 participaron de esta liga.
Además, los clubes 3 de febrero y R.I. 3 Corrales son miembros pertenecientes a esta liga, pero no participan debido a que compiten en la Primera y Segunda División de la APF respectivamente. Así mismo al club Sol del Este, la Liga le otorgó permiso para no participar en la Liga y centrarse en su participación en la Primera División B Nacional 2019 (Tercera División).
| Nombre                                  | Sede                                     | Fundación                |
| --------------------------------------- | ---------------------------------------- | ------------------------ |
| Club Atlético 13 de junio               | Ruta Nacional II km. 10, Ciudad del Este | 13 de junio de 1964      |
| Club Deportivo Acosta Ñu                | Ruta Nacional II km. 12, Ciudad del Este | 27 de febrero de 2009    |
| Club Deportivo Área 1                   | Área N.º 1, Ciudad del Este              |                          |
| Club Deportivo Boquerón                 | Ruta Nacional II km. 10, Ciudad del Este | 29 de septiembre de 1982 |
| Club Atlético Ciudad Nueva              | Barrio Ciudad Nueva, Ciudad del Este     | 10 de abril de 1980      |
| Club Libertad                           | Ruta Nacional II km. 8, Ciudad del Este  |                          |
| Club Social y Deportivo R.I. 3 Corrales | Barrio Santa Ana, Ciudad del Este        | 29 de septiembre de 1980 |
| Club Deportivo Sol del Este             | Ruta Nacional II km. 12, Ciudad del Este | 26 de enero de 2009      |
| Club Charleston                         | Ruta Nacional II km. 10, Ciudad del Este |                          |
| Equipos desaparecidos o desafiliados    |                                          |                          |
| Club Deportivo Primero de Mayo          | Presidente Franco                        | 27 de enero de 1963      |
| Club Atlético Stroessner                | Presidente Franco                        | 3 de noviembre de 1963   |
| Club Cerro Porteño                      | Presidente Franco                        | 12 de agosto de 1967     |
| Club Social y Deportivo Tupí Guaraní    | Presidente Franco                        | 12 de octubre de 1962    |
| Nanawa Fútbol Club                      | Presidente Franco                        | 20 de abril de 1957      |
| Club Nacional                           | Hernandarias                             |                          |
| Club Deportivo Marina                   | Ciudad del Este                          |                          |
| Club Atlético El Mensú                  | Ruta Nacional II km. 30, Minga Guazú     |                          |
| El Talento Sport Club                   | Ciudad del Este                          |                          |
| Club Hernandarias                       | Hernandarias                             |                          |
| Club Deportivo Los Cedrales             | Los Cedrales                             |                          |
| Club Atlético Paranaense                | Barrio 23 de octubre, Ciudad del Este    | 1 de septiembre de 2004  |
| Flor de Lis                             |                                          |                          |
| Cerro Corá de Santa Fe                  |                                          |                          |
| Deportivo Forestal                      |                                          |                          |
| Club Deportivo Minga Guazú              | Ruta Nacional II km. 16, Minga Guazú     | 6 de julio de 1968       |

## Equipos campeones por año
Esta es la lista de campeones por año de la Liga.
| Edición | Temporada | Campeón             |
| ------- | --------- | ------------------- |
| 1.ª     | 1966      | Nacional            |
| 2.ª     | 1967      | Hernandarias        |
| 3.ª     | 1968      | Nacional            |
| 4.ª     | 1969      | Nacional            |
| 5.ª     | 1970      | Nacional            |
| 6.ª     | 1971      | Nacional            |
| 7.ª     | 1972      | 3 de febrero        |
| 8.ª     | 1973      | Nacional            |
| 9.ª     | 1974      | Minga Guazú         |
| 10.ª    | 1975      | 3 de febrero        |
| 11.ª    | 1976      | Nanawa              |
| 12.ª    | 1977      | Primero de Mayo     |
| 13.ª    | 1978      | Hernandarias        |
| 14.ª    | 1979      | 3 de febrero        |
| 15.ª    | 1980      | Nanawa              |
| 16.ª    | 1981      | Nanawa              |
| 17.ª    | 1982      | Nanawa              |
| 18.ª    | 1983      | Ciudad Nueva        |
| 19.ª    | 1984      | Hernandarias        |
| 20.ª    | 1985      | Minga Guazú         |
| 21.ª    | 1986      | Boquerón            |
| 22.ª    | 1987      | Minga Guazú         |
| 23.ª    | 1988      | Minga Guazú         |
| 24.ª    | 1989      | Boquerón            |
| 25.ª    | 1990      | Cerro Porteño PF    |
| 26.ª    | 1991      | Minga Guazú         |
| 27.ª    | 1992      | Cerro Porteño PF    |
| 28.ª    | 1993      | Cerro Porteño PF    |
| 29.ª    | 1994      | 3 de febrero        |
| 30.ª    | 1995      | Ciudad Nueva        |
| 31.ª    | 1996      | Boquerón            |
| 32.ª    | 1997      | Cerro Porteño PF    |
| 33.ª    | 1998      | Primero de Mayo     |
| 34.ª    | 1999      | 3 de febrero        |
| 35.ª    | 2000      | 3 de febrero        |
| 36.ª    | 2001      | R.I. 3 Corrales     |
| 37.ª    | 2002      | Nanawa              |
| 38.ª    | 2003      | Ciudad Nueva        |
| 39.ª    | 2004      | El Mensú            |
| 40.ª    | 2005      | Boquerón            |
| 41.ª    | 2006      | Minga Guazú         |
| 42.ª    | 2007      | Tupí Guaraní        |
| 43.ª    | 2008      | Boquerón            |
| 44.ª    | 2009      | Atlético Stroessner |
| 45.ª    | 2010      | Acosta Ñu           |
| 46.ª    | 2011      | R.I. 3 Corrales     |
| 47.ª    | 2012      | R.I. 3 Corrales     |
| 48.ª    | 2013      | R.I. 3 Corrales     |
| 49.ª    | 2014      | R.I. 3 Corrales     |
| 50.ª    | 2015      | R.I. 3 Corrales     |
| 51.ª    | 2016      | R.I. 3 Corrales     |
| 52.ª    | 2017      | 13 de junio         |
| 53.ª    | 2018      | 13 de junio         |
| 54.ª    | 2019      | Cerro Porteño PF    |
| 55.ª    | 2020      | No se disputó       |
| 56.ª    | 2021      | R.I. 3 Corrales     |
| 57.ª    | 2022      | 13 de Junio         |

| 58.ª || 2023 || Club Ciudad Nueva|}
| 59.ª || 2024 || R.I. 3 Corrales|}

## Campeonatos por equipo
| Equipos             | Títulos ganados | Años                                                 |
| ------------------- | --------------- | ---------------------------------------------------- |
| R.I. 3 Corrales     | 9               | 2001, 2011, 2012, 2013, 2014, 2015, 2016, 2021, 2024 |
| Nacional            | 6               | 1966, 1968, 1969, 1970, 1971, 1973                   |
| 3 de Febrero        | 6               | 1972, 1975, 1979, 1994, 1999, 2000                   |
| Minga Guazú         | 6               | 1974, 1985, 1987, 1988, 1991, 2006                   |
| Nanawa              | 5               | 1976, 1980, 1981, 1982, 2002                         |
| Boquerón            | 5               | 1986, 1989, 1996, 2005, 2008                         |
| Cerro Porteño PF    | 5               | 1990, 1992, 1993, 1997, 2019                         |
| Ciudad Nueva        | 4               | 1983, 1995, 2003, 2023                               |
| Hernandarias        | 3               | 1967, 1978, 1984                                     |
| 13 de Junio         | 3               | 2017, 2018, 2022                                     |
| Primero de Mayo     | 2               | 1977, 1998                                           |
| El Mensú            | 1               | 2004                                                 |
| Tupí Guaraní        | 1               | 2007                                                 |
| Atlético Stroessner | 1               | 2009                                                 |
| Acosta Ñu           | 1               | 2010                                                 |

## Palmarés Selección
- Campeonato Nacional de Interligas (4): 1975/1976, 1987/1988, 1995/1996 y 2011/2012.[31]

- Subcampeón del Campeonato Nacional de Interligas (4): 1977/1978, 1979/1980, 1989/1990 y 1991/1992.

- Copa San Isidro de Curuguaty (2): 1996 y 2012.